# Salvatore Tessio
Salvatore "Sal" Tessio es un personaje ficticio de la novela de Mario Puzo, El padrino. En la película, el actor que encarna a Tessio es Abe Vigoda; y John Aprea encarna en la secuela a una versión joven del personaje. 
Tessio se inició con sus amigos Peter Clemenza y Vito Corleone como matones de bajo nivel en el barrio de Little Italy en la ciudad de Nueva York. Como Corleone pasó a la prominencia en el submundo mafioso, Tessio y Clemenza ascendieron con él, desempeñando funciones de caporegime de la familia Corleone. Tessio era propietario del club la Embajada en Brooklyn y lo convirtió en su base de operaciones. A partir de ahí, logró que su mafia y sus soldados fueran muy poderosos en toda la ciudad. La mayoría de los investigadores federales consideraban a Tessio, el más inteligente y despiadado de los dos Capos. Durante la Guerra del Aceite de Oliva (entre Vito Corleone y Salvatore Maranzano), Tessio asesinó a Salvatore Maranzano y solucionó los problemas de la Familia. Sin embargo, según el libro, había madurado considerablemente a lo largo de la década de paz entre las familias de Nueva York.
Su régimen incluía a los soldados Nick Geraci, Momo Barone, Eddie Paraíso, Tommy Neri y otros seis capodecines que nunca fueron nombrados. Inicialmente fue el más confiable de los dos capos durante la guerra con las cinco familias y se cuando se puso la tarea de asesinar a Bruno Tattaglia. Según la novela, él nunca confía realmente en Michael Corleone después de que se hizo cargo de la familia. Sin embargo más joven hizo incluso más que Clemenza y Tom Hagen. En última instancia, Tessio prepara el asesinato de Michael en una cumbre de paz creada por sus enemigos, Emilio Barzini y Philip Tattaglia. A cambio, Tessio heredaría la familia Corleone a la muerte de Michael. 
En el funeral de Vito Corleone, Tessio dice a Michael que ha establecido la cumbre de paz, en su territorio en Brooklyn. Sin embargo, Michael, ya sospechaba de un complot después de que su padre le advirtiera de que el organizador de la cumbre de paz sería el traidor de la familia. La traición de Tessio fue una sorpresa para Tom Hagen, que sospechaba de Clemenza. Sin embargo, Michael no se sorprendió, diciendo "Es un paso astuto, Tessio es más inteligente".
Unos días más tarde, Tessio estaba listo a dirigirse a Brooklyn con Hagen cuando Willi Cicci le dice que Michael ira en otro coche. Tessio es frustrado, diciendo que son estropeadas sus "disposiciones". En aquel punto, Hagen dice a Tessio que él no puede ir tampoco, y varios soldados rodean a Tessio. Comprendiendo que Michael ha descubierto su traición, Tessio pide a Hagen que diga a Michael que su traición no había sido nada personal, era solo una cuestión de negocios. Tessio es ejecutado con un disparo en la nuca por su soldado Nick Geraci en el libro The Godfather Returns. Según este libro, Geraci sucede a Tessio como capo, aunque en el libro original, es Rocco Lampone es que asume el regime de Tessio.

## Videojuego
En el videojuego, Tessio es escoltado al lugar donde debía tener lugar la traición a Michael por el protagonista del juego. Tessio posteriormente escapa, pero es perseguido y asesinado por el protagonista. En el juego Tessio muere antes que los otros Dones a diferencia de la película.